# 盾魚屬
盾魚屬（學名：Dunyu），為真盔甲魚科下的一種魚類，化石發現於中國雲南（可能僅分布於中國）。

## 特徵描述
後眶上管和中背管二者連續過渡，後端兩側輳合呈U字形，側背管僅發出3條側橫管。內角缺如，這一特徵過去在真盔甲魚科中僅見於真盔甲魚屬。盾魚區別於其它真盔甲魚屬的主要特徵有：角向後方延伸，呈棘狀或葉狀；頭甲最寬處位於角末端之前，寬長比小於1.1; 中背孔末端超越眶孔後緣連線。